# Uganda na Letnich Igrzyskach Olimpijskich 1960
Uganda na Letnich Igrzyskach Olimpijskich 1960 – występ kadry sportowców reprezentujących Ugandę na igrzyskach olimpijskich w Rzymie. Reprezentacja liczyła 10 zawodników – samych mężczyzn.
Był to drugi występ reprezentacji Ugandy na letnich igrzyskach olimpijskich.

## Reprezentanci

### Boks
| Zawodnik        | Konkurencja          | 1/32             | 1/16             | 1/8              | Ćwierćfinał      | Półfinał         | Finał            | Finał   | Źródło |
| Zawodnik        | Konkurencja          | Przeciwnik Wynik | Przeciwnik Wynik | Przeciwnik Wynik | Przeciwnik Wynik | Przeciwnik Wynik | Przeciwnik Wynik | Miejsce | Źródło |
| --------------- | -------------------- | ---------------- | ---------------- | ---------------- | ---------------- | ---------------- | ---------------- | ------- | ------ |
| Frank Kisekka   | waga musza           | Curcetti P 1-4   | NQ               | NQ               | NQ               | NQ               | NQ               | 33.     | [ 1 ]  |
| John Sentongo   | waga kogucia         | BYE              | Bendig P 0-5     | NQ               | NQ               | NQ               | NQ               | 17.     | [ 2 ]  |
| Grace Seruwagi  | waga lekkopółśrednia | BYE              | Al-Karkhi P 1-4  | NQ               | NQ               | NQ               | NQ               | 17.     | [ 3 ]  |
| Frank Nyangweso | waga lekkośrednia    | —                | BYE              | McClure P 0-5    | NQ               | NQ               | NQ               | 9.      | [ 4 ]  |
| Peter Odhiambo  | waga średnia         | —                | BYE              | Crook P 1-4      | NQ               | NQ               | NQ               | 9.      | [ 5 ]  |
| George Oywello  | waga półciężka       | —                | BYE              | Negrea P 0-5     | NQ               | NQ               | NQ               | 9.      | [ 6 ]  |

### Lekkoatletyka
| Zawodnik                                                  | Konkurencja                | Eliminacje | Eliminacje | Ćwierćfinał | Ćwierćfinał | Półfinał | Półfinał | Finał | Finał   | Źródło |
| Zawodnik                                                  | Konkurencja                | Wynik      | Miejsce    | Wynik       | Miejsce     | Wynik    | Miejsce  | Wynik | Miejsce | Źródło |
| --------------------------------------------------------- | -------------------------- | ---------- | ---------- | ----------- | ----------- | -------- | -------- | ----- | ------- | ------ |
| Erasmus Amukun                                            | bieg na 200 m              | 21,38      | 11. Q      | 21,47       | 15.         | NQ       | NQ       | NQ    | NQ      | [ 7 ]  |
| Erasmus Amukun                                            | bieg na 100 m              | 10,80      | 18. Q      | 10,75       | 15.         | NQ       | NQ       | NQ    | NQ      | [ 8 ]  |
| Aggrey Awori                                              | bieg na 100 m              | 11,09      | 37.        | NQ          | NQ          | NQ       | NQ       | NQ    | NQ      | [ 8 ]  |
| Aggrey Awori                                              | bieg na 110 m przez płotki | 15,36      | 29.        | NQ          | NQ          | NQ       | NQ       | NQ    | NQ      | [ 9 ]  |
| Jean Baptiste Okello                                      | bieg na 110 m przez płotki | 14,59      | 2. Q       | 14,48       | 7. Q        | 14,59    | 9.       | NQ    | NQ      | [ 9 ]  |
| Gadi Ado                                                  | bieg na 400 m              | 49,12      | 37.        | NQ          | NQ          | NQ       | NQ       | NQ    | NQ      | [ 10 ] |
| Aggrey Awori Gadi Ado Erasmus Amukun Jean Baptiste Okello | sztafeta 4 × 100 m         | [41,90]    | DSQ        | —           | —           | NQ       | NQ       | NQ    | NQ      | [ 11 ] |